# Comuna Runcu, Gorj
Runcu este o comună în județul Gorj, Oltenia, România, formată din satele Bâlta, Bâltișoara, Dobrița, Răchiți, Runcu (reședința), Suseni și Valea Mare.

## Demografie
Componența etnică a comunei Runcu
     Români (93,78%)
     Romi (1,41%)
     Alte etnii (0,17%)
     Necunoscută (4,64%)
Componența confesională a comunei Runcu
     Ortodocși (91,83%)
     Adventiști (1,77%)
     Alte religii (1,24%)
     Necunoscută (5,17%)
Conform recensământului efectuat în 2021, populația comunei Runcu se ridică la 5.324 de locuitori, în creștere față de recensământul anterior din 2011, când fuseseră înregistrați 5.311 locuitori. Majoritatea locuitorilor sunt români (93,78%), cu o minoritate de romi (1,41%), iar pentru 4,64% nu se cunoaște apartenența etnică. Din punct de vedere confesional, majoritatea locuitorilor sunt ortodocși (91,83%), cu o minoritate de adventiști (1,77%), iar pentru 5,17% nu se cunoaște apartenența confesională.

## Politică și administrație
Comuna Runcu este administrată de un primar și un consiliu local compus din 15 consilieri. Primarul, Grigore Adi Câmpeanu[*], de la Partidul Social Democrat, este în funcție din 2008. Începând cu alegerile locale din 2024, consiliul local are următoarea componență pe partide politice:
|  | Partid                          | Consilieri | Componența Consiliului | Componența Consiliului | Componența Consiliului | Componența Consiliului | Componența Consiliului | Componența Consiliului | Componența Consiliului | Componența Consiliului | Componența Consiliului | Componența Consiliului | Componența Consiliului | Componența Consiliului | Componența Consiliului |
|  | ------------------------------- | ---------- | ---------------------- | ---------------------- | ---------------------- | ---------------------- | ---------------------- | ---------------------- | ---------------------- | ---------------------- | ---------------------- | ---------------------- | ---------------------- | ---------------------- | ---------------------- |
|  | Partidul Social Democrat        | 13         |                        |                        |                        |                        |                        |                        |                        |                        |                        |                        |                        |                        |                        |
|  | Alianța pentru Unirea Românilor | 2          |                        |                        |                        |                        |                        |                        |                        |                        |                        |                        |                        |                        |                        |

## Personalități
- Maria Apostol